# Sonia Echevarría Huamán
Sonia Rosario Echevarría Huamán (Tarma, 5 de junio de 1969) es una abogada y política peruana. Fue congresista de la República por Junín desde 2016 hasta 2019.

## Biografía
Nació en la ciudad de Tarma, ubicado en el departamento de Junín, el 5 de junio de 1969.
Estudió la carrera de Derecho en la Universidad Nacional Mayor de San Marcos logrando concluirlos.

## Vida política
Participó en las elecciones regionales del 2006 como candidata al Consejo regional por el movimiento CONREDES sin lograr la representación. Entre el 2007 y el 2014 fue miembro del Partido Popular Cristiano

### Congresista
Fue elegida congresista de la República, representando a Junín, en las elecciones generales del 2016 por el partido Fuerza Popular con 19,291 votos para el periodo parlamentario 2016-2021.
Renunció a la bancada fujimorista para luego pasarse a la bancada de Cambio 21 liderada por Kenji Fujimori, sin embargo, también terminó renunciando debido a discrepancias.
Tras la disolución del Congreso decretado por el entonces presidente Martín Vizcarra, su cargo parlamentario llegó a su fin el 30 de septiembre de 2019.

### Candidata a la alcaldía de Tarma
En las elecciones regionales y municipales del 2022, fue candidata a la alcaldía provincial de Tarma con la organización política regional Junín Sostenible, pero no logró ser elegida.